# 2575 Bulgaria

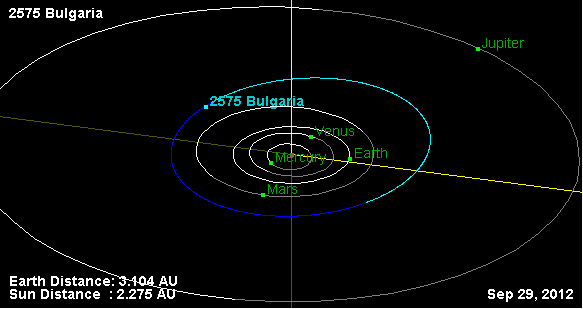

2575 Bulgaria è un asteroide della fascia principale. Scoperto nel 1970, presenta un'orbita caratterizzata da un semiasse maggiore pari a 2,2400642 UA e da un'eccentricità di 0,1226077, inclinata di 4,67972° rispetto all'eclittica.
È dedicato alla Repubblica di Bulgaria.